# María Celeste Ponce
María Celeste Ponce (Huinca Renancó, Argentina; 30 de diciembre de 1987) es una empresaria dueña de una empresa de software, estudiante de abogacía y política argentina perteneciente a La Libertad Avanza. Es Diputada de la Nación Argentina por la Provincia de Córdoba desde 2023.

## Biografía
Nacida en Huinca RenancóSu familia se encuentra ligada a la llamada casta cordobesa, su padre y madre ocuparon cargos públicos en en el Estado cordobés desde 1985.La familia Ponce también aparece vinculada a la actual gestión de gobierno. Ana Lucía Bolaño, la actual intendente de Huinca Renancó, contrató a Ricardo Ismael Ponce, padre de María Celeste, como Encargado del Área de Tránsito.Coordina “Pumas Libertarios” en Córdoba, grupo militante de Javier Milei.sería denunciada por Marcela Pagano compañera de bancada por ofrecer favores íntimos a cambio de lugar en las listas.Forma parte del equipo de influencers devenidas en diputadas junto a Lilia Lemoine, Eugenia Rolón y Romina Diez.
En 2023 se posicionó como Diputada de la Nación Argentina por Córdoba en las Elecciones legislativas de 2023.

## Controversias
El 17 de julio de 2024, Ponce fue acusada de presuntamente cometer actos de corrupción, situación expuesta por varios medios nacionales. La supuesta víctima, María Guillermina Ruiz Nieto, exasesora suya, la acusó de obligarla a transferirle la mayor parte de su salario bajo amenaza de expulsión. Para sostener esto, fueron anexados comprobantes de transferencias de $400.000 a $500.000 (unos 350 dólares al tipo de cambio del momento de la acusación), aproximadamente un 70% del sueldo de la exasesora.
Seis días luego de la acusación, la diputada nacional del partido de Javier Milei
El 17 de julio de 2024, Ponce fue acusada de presuntamente cometer actos de corrupción, situación expuesta por varios medios nacionales. La supuesta víctima, María Guillermina Ruiz Nieto, exasesora suya, la acusó de obligarla a transferirle la mayor parte de su salario bajo amenaza de expulsión. Para sostener esto, fueron anexados comprobantes de transferencias de $400.000 a $500.000 (unos 350 dólares al tipo de cambio del momento de la acusación), aproximadamente un 70% del sueldo de la exasesora.público
"¿Si Dios está conmigo, quién contra mí? Amén: el testigo falso no quedará sin castigo; y el que habla mentiras no escapará".
La presunta damnificada indicó mediante audios y publicaciones en X que otros asesores de Ponce se encontraban bajo esta misma situación de extorsión por parte de la diputada. También involucró a su compañera de banca dentro de La Libertad Avanza, Lilia Lemoine, como parte de la operativa bajo la cual fue presuntamente extorsionada durante varios meses.
Por esta causa fue que, el 30 de julio de 2024, el periodista Eduardo Prestofelippo, más conocido como "El Presto", denunció a la diputada Ponce por coacción, exacciones ilegales y enriquecimiento ilícito. La causa recayó en el juzgado nacional en lo criminal Nº10, a cargo del juez Julián Ercolini.
La excandidata a diputada nacional de La Libertad Avanza por Buenos Aires, Viviana Aguirre, sostuvo que otros asesores de Ponce le confesaron que la diputada los habría amenazado,  lo que iría en línea con lo publicado por Tomás Díaz Cueto, periodista de LN+, que reveló que Ruiz Nieto también sostuvo haber sido intimidada para no hablar.
Luego de que se comprobara públicamente que la cuenta de origen de las transferencias efectivamente pertenecía a su exasesora, Ponce calificó la situación como "una operación política contra LLA" y solicitó que se hablara de otros asuntos.
Además, algunos dirigentes regionales que responden a la diputada nacional, habrían indicado que esta metodología extorsiva (de exigir dinero a cambio de contratos y puestos políticos) es llevada a cabo por Ponce en las delegaciones cordobesas de ANSES de Río Cuarto y de General Roca.

También trascendió que Ponce, junto a otros 13 diputados de la coalición La Libertad Avanza, habría visitado en prisión a algunos delincuentes condenados por delitos de lesa humanidad. Su compañera de banca, Lilia Lemoine, minimizó lo sucedido y afirmó que se oponen a que estos delincuentes reciban penas tan elevadas:
Fue una visita, no es una cuestion de derecha o izquierda es una cuestión de derechos humanos porque nosotros no estamos a favor de la tortura y supuestamete el kirchnerismo tampoco, fueron a visitar a octogenarios en la cárcel que dicen que están siendo sentenciados a una pena de muerte a cuenta gota (...). Podrían haber puesto bombas en jardines de infantes, haber violado mujeres o comido personas, pero nosotros en nuestra Nación no aceptamos la tortura.